# 유리 함수
대수학과 해석학에서 유리 함수(有理函數, 영어: rational function)란 두 다항함수의 비로 나타낼 수 있는 함수다.

## 정의
체 {\displaystyle K}가 주어졌다고 하자. 그렇다면, {\displaystyle n}변수의 유리 함수체 {\displaystyle K(x_{1},\dots ,x_{n})}는 다항식환의 분수체이다.
{\displaystyle K(x_{1},\dots ,x_{n})=\operatorname {Frac} (K[x_{1},\dots ,x_{n}])}
유리 함수체의 원소를 유리 함수라고 한다.
즉, 유리 함수체에 속하는 함수는 다항식들의 비, 즉
{\displaystyle {\frac {p(x_{1},\dots ,x_{n})}{q(x_{1},\dots ,x_{n})}}\qquad (p,q\in K[x_{1},\dots ,x_{n}],\;q\neq 0)}
의 꼴이며, 약분을 해서 같아지는 다항식들의 비는 같은 유리 함수로 간주한다.

## 성질
체의 계수를 갖는 유리 함수들은 체를 이룬다. 즉,  교환법칙, 결합법칙, 분배법칙이 성립한다.
유리 함수체의 경우 체의 동형
{\displaystyle K(x_{1},\dots ,x_{n})\cong K(x_{1})(x_{2})\cdots (x_{n})}
이 존재한다.
유리 함수체는 대수적으로 닫힌 체가 아니며, 그 대수적 폐포를 대수 함수의 체 {\displaystyle {\overline {K(x_{1},\dots ,x_{n})}}}라고 한다.

### 테일러 급수
유리 함수를 테일러 급수로 표현했을 때, 그 계수를 동류항 정리를 통해 일차 점화식으로 나타낼 수 있다.
예를 들어, 다음 유리 함수의 테일러 급수를 생각하자.
{\displaystyle {\frac {1}{x^{2}-x+2}}=\sum _{k=0}^{\infty }a_{k}x^{k}.}
양변에 분모를 곱하여 분해할 수 있다.
{\displaystyle 1=(x^{2}-x+2)\sum _{k=0}^{\infty }a_{k}x^{k}}
{\displaystyle 1=\sum _{k=0}^{\infty }a_{k}x^{k+2}-\sum _{k=0}^{\infty }a_{k}x^{k+1}+2\sum _{k=0}^{\infty }a_{k}x^{k}.}
그리하여 동류항 정리를 통해 다음 등식을 얻는다.
{\displaystyle 1=\sum _{k=2}^{\infty }a_{k-2}x^{k}-\sum _{k=1}^{\infty }a_{k-1}x^{k}+2\sum _{k=0}^{\infty }a_{k}x^{k}.}
결국 이 과정을 통해 최초 주어진 유리식을 테일러 전개했을 때, 계수의 일차 점화식을 얻을 수 있다. 이 점화식을 풀면 직접 일반항을 얻을 수 있다.
{\displaystyle a_{0}={\frac {1}{2}}}
{\displaystyle a_{1}={\frac {1}{4}}}
{\displaystyle a_{k}={\frac {1}{2}}(a_{k-1}-a_{k-2})\qquad (k\geq 2)}

## 무리함수
유리 함수
{\displaystyle x\mapsto {\frac {x^{3}-2x}{2(x^{2}-5)}}}
는 {\displaystyle x=\pm {\sqrt {5}}}에서 값이 정의되지 않는다.
유리 함수
{\displaystyle x\mapsto {\frac {x^{3}-2x}{2(x^{2}+5)}}}

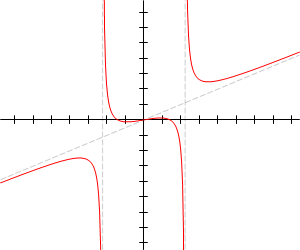
3차 유리 함수 의 그래프

는 모든 실수에서 정의되지만 모든 복소수에서 정의되는 것은 아니다.
유리 함수
{\displaystyle x\mapsto {\frac {x^{3}-2x}{2(x^{2}-5)}}}
는 {\displaystyle x}가 무한히 커지면 {\displaystyle x/2}에 접근한다.

## 같이 보기
- 유리형 함수
- 유리 사상
- 유리 함수층